# خانه نادر دقیقی
خانه مرحوم حاج کاظم دقیقی ماسوله مربوط به دوره صفوی است و در شهرستان فومن، شهرک تاریخی ماسوله واقع شده و این اثر در تاریخ ۲۵ اسفند ۱۳۸۰ با شمارهٔ ثبت ۵۳۵۱ به‌عنوان یکی از آثار ملی ایران به ثبت رسیده است.